# Chartreuse de la Sylve-Bénite
La chartreuse de la Sylve-Bénite est un ancien monastère médiéval de l'ordre des Chartreux qui a été fondé en 1116  en Dauphiné de Viennois, aujourd'hui dans le département de l'Isère, sur le territoire de la commune des Villages du Lac de Paladru et la commune associée du Pin.
Cette maison a été fondée trente-deux ans après la maison-mère de cette congrégation de moines-ermites installée, non loin de Grenoble, dans le monastère de la Grande Chartreuse. Après avoir connu de nombreuses transformation au cours des siècles et une destruction partielle durant les guerres de religion, la chartreuse fut définitivement fermée en 1791, à la suite des événements liés à la Révolution française.
La « Maison Haute » qui correspond à l'ancien couvent des pères profès est un site privé qui ne se visite pas et la « Maison Basse » qui correspond à l'ancienne correrie est devenu le site de la « Grange Dimière », appartenant à la collectivité et pouvant être visité durant certaines périodes.
La Via Gebennensis passe au pied de l'enceinte de l'ancienne maison haute. Son nom latin est « Cartusia Sylva Benedicta ».

## Localisation et accès

### Localisation
Implantée sur le territoire de la commune nouvelle des Villages du Lac de Paladru et de la commune associée du Pin, l'ensemble cartusien se situe à l'extrémité occidentale du territoire communal.
Le site de l'ancienne chartreuse se situe à l'orée de la forêt de la Sylve-bénite, massif forestier situé entre le monastère, le château de Pupetières et le château de Virieu.

### Accès routier

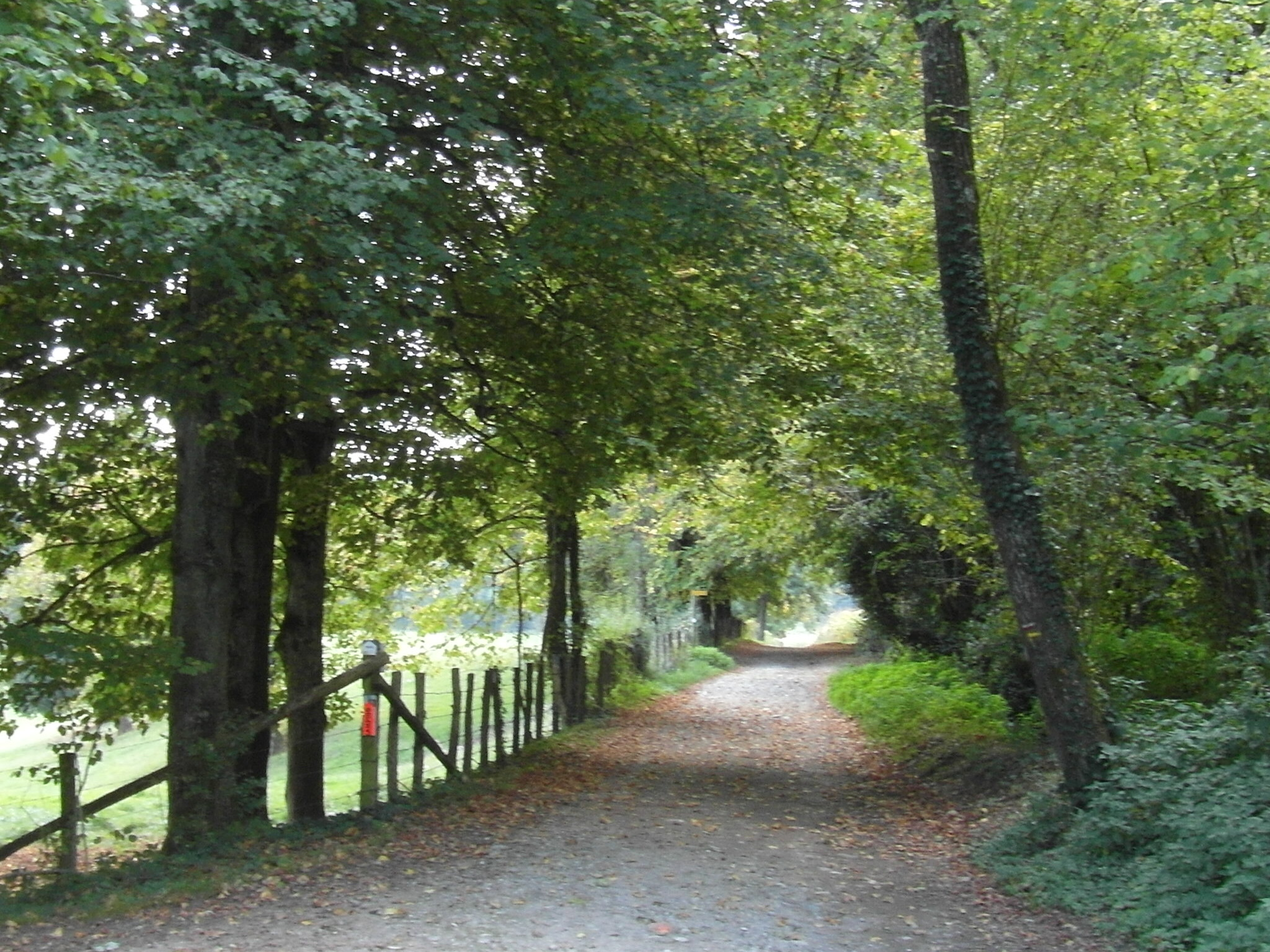
La Via Gebennensis à l'entrée de la Sylve-Bénite depuis Oyeu.

L'ancienne chartreuse, sa correrie (et sa grange dimière) sont situées à proximité de la RD 17, route départementale qui relie La Tour-du-Pin au carrefour de la RD 520, située sur le territoire de la commune d'Oyeu.
Un parking pour les voitures a été aménagé pour les visiteurs à proximité de la grange dimière. Une route goudronnée mène jusqu'à la forêt de la Sylve bénite mais l'accès direct à la chartreuse est interdit, car il s'agit d'une propriété privée.

### Accès par les transports en commun
La ligne de transport en commun (autobus) la plus proche (village du Pin) est une ligne de transport à la demande gérée par la communauté d'agglomération du Pays voironnais et la  gare ferroviaire la plus proche est celle de Châbons, située à environ 8 kilomètres.

#### Sentiers pédestres
Un des itinéraires du chemin de Compostelle, partant de la ville de Genève en Suisse, accueille les pèlerins suisses et allemands se rendant à la ville espagnole pour aboutir à la via Podiensis, tout en se confondant, dans son parcours français avec le chemin de grande randonnée GR65. 
Le sentier suit le chemin des crêtes des collines qui dominent le lac de Paladru, longe l'enceinte de l'ancienne chartreuse, avant de pénétrer dans le territoire d'Oyeu par le bois du Coquillard, le hameau de Blaune, situé au nord du bourg avant de se diriger vers les hauteurs de Colombe et de rejoindre le territoire du Grand-Lemps.
|  | Parcours Chemin de Saint-Jacques-de-Compostelle / via Gebennensis + via Podiensis • Genève (Suisse) • Les Abrets - Chartreuse de la Sylve-Bénite - Le Grand-Lemps (Isère) • Le Puy-en-Velay (Haute-Loire) • Nasbinals (Lozère) • Conques (Aveyron) • Figeac (Lot) • Moissac (Tarn-et-Garonne) • Aire-sur-l'Adour (Landes) • Col de Roncevaux (Espagne) |

## Étymologie
Deux noms d'origine latine ont donné le nom de cette chartreuse :
- « Sylve »  vient du latin silva qui signifie « forêt »[3].
- « Bénite » vient du latin benedicere qui signifie « dire du bien ».

## Histoire

### Origine des Chartreux

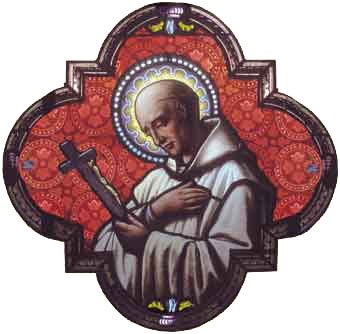
Saint Bruno, fondateur de l'ordre des chartreux.

L'histoire de l'ordre des Chartreux commence en 1084, soit trente-deux ans avant la fondation de la maison de la Sylve-Bénite, avec la fondation du premier monastère dans le massif montagneux de la Chartreuse, au-dessus de Grenoble en Dauphiné, par saint Bruno, écolâtre de Reims.
La première communauté cartusienne était majoritairement composée de clercs séculiers et de chanoines réguliers dont deux chanoines réguliers de ordre de Saint-Ruf. Aucun des premiers compagnons de saint Bruno n'était donc moine et l'esprit de la première communauté, comme sa liturgie, fut inspirée de la Règle de saint Augustin, adaptée aux besoins et à la vie semi-érémitique de la nouvelle fondation.
La communauté a été dispersée en 1792 sous la Révolution française et ses biens confisqués et vendus en tant que bien national par les autorités révolutionnaires.

### Fondation du monastère
À la suite d'un don effectué par une « Dame » de la paroisse d'Ars, une colonie composée de six moines conduite par son premier prieur, le père dom Othger, venue de la maison mère fonda le monastère de la Sylve-Bénite, trente deux ans après la création de la Grande Chartreuse, soit en 1116. Le monastère fut édifié sur les terres des marquis de Virieu qui en firent don à l'ordre.

### Le Moyen Âge

#### Frédéric Barberousse
Selon les « annales du Midi » rapportant un article du bulletin de l'académie Delphinale de 1890, la chartreuse compta parmi ses premiers bienfaiteurs, l'empereur du Saint-Empire romain germanique, Frédéric Ier de Hohenstaufen, dit Barberousse.
L'empereur allemand bien connu pour les nombreuses légendes qui l'accompagne (dont celle de la montagne du Kyffhäuser) a donné indirectement naissance à une légende locale, également liée à la chartreuse.

#### La légende d'Ars

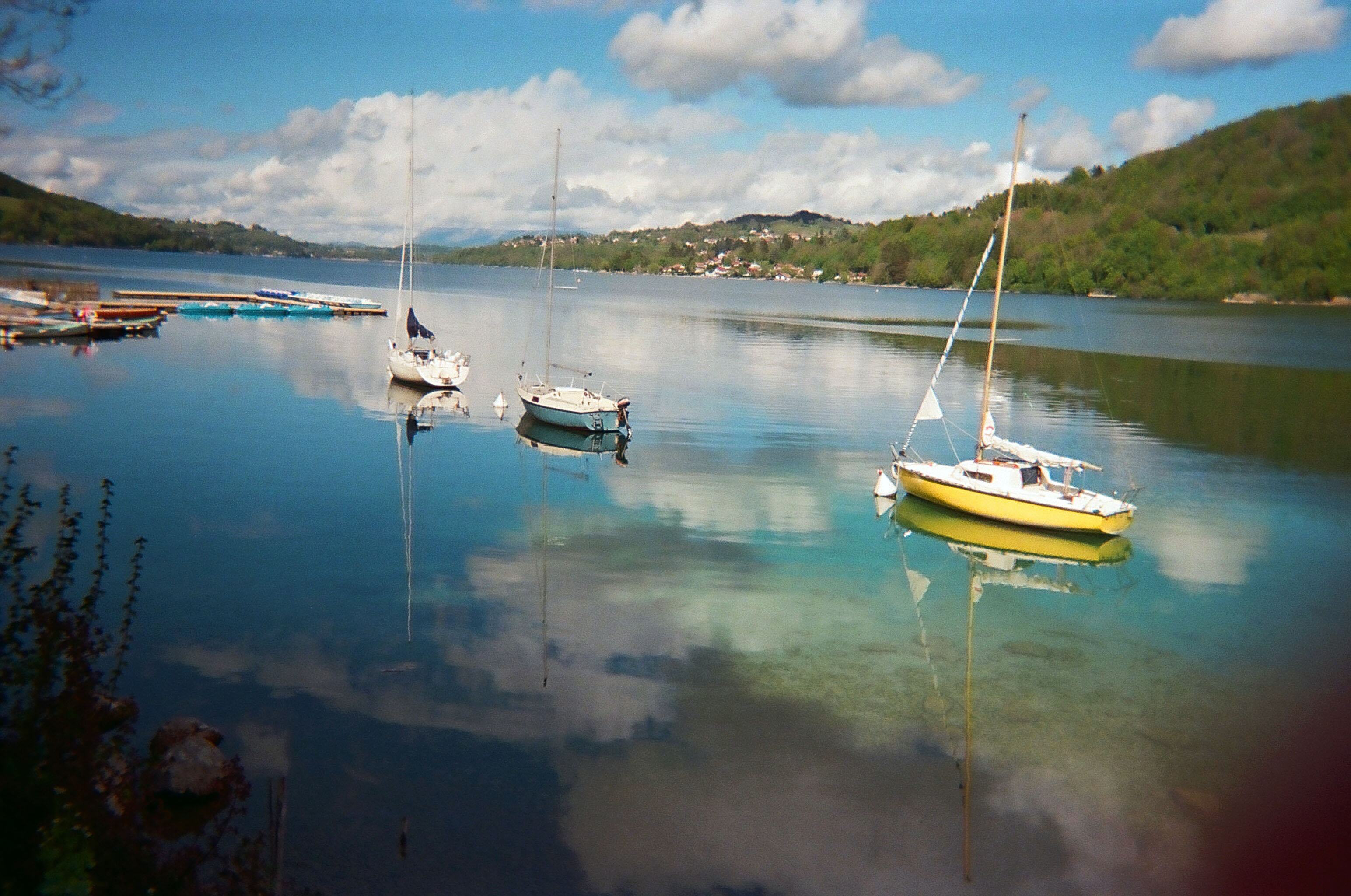
Le lac de Paladru.

Selon l'ouvrage littéraire écrit par Claude Muller et publiée par les éditions De Borée, le village d'Ars, située près du lac de Paladru, et dont on peut retrouver la trace grâce à la présence d'un hameau éponyme, située sur le territoire de l'ancienne commune du Pin, a disparu, voire été englouti par les eaux du lac, durant le Moyen Âge à la suite d'un cataclysme dû à une punition divine en raison de l'impiété de ses habitants.
Hector Blanchet évoque en 1837, dans son Album du Dauphiné (propos repris par l'ouvrage de Claude Muller) que ce village, opposé à la domination féodale du monastère cartusien a pu subir, par un pillage, le courroux de son protecteur Frédéric Barberousse (le Dauphiné étant encore terre d'Empire) ou d'un autre seigneur tel que le comte de Savoie, puis subir quelques années après un tremblement de terre.
Les deux événements conjugués auraient, dès lors, accrédité l'idée d'une malédiction sur Ars.
C'est à partir de ces faits que vont se bâtir différentes légendes. De traditions orales, elles seront transcrites par la romancière Louise Drevet dans ses « Nouvelles et Légendes dauphinoises - Les légendes du lac de Paladru » (1896).
- « La légende du pèlerin » : un pèlerin se heurte à l'hostilité du village à l'exception d'une femme et de sa fille qui lui offrent l'hospitalité. Par sa malédiction, un gouffre s'ouvre et engloutit le village dans le lac. Seules les deux femmes hospitalières sont épargnées.
- « La légende de la dame blanche » : la belle comtesse d'Ars accompagnée de son jeune amant va plaider la cause de son village auprès de l'empereur Frédéric Barberousse. Ce dernier accepte d'épargner le village à condition que la comtesse épouse son neveu. Elle accepte, contrainte. De retour, les deux amants empruntent une barque pour traverser le lac. Elle n'atteindra jamais l'autre rive.
- « La légende du chevalier d'Ars » : le chevalier d'Ars est choisi par la belle Béatrice de la Buisse. Le seigneur de Maurienne, éconduit, vend son âme au diable et obtient par vengeance l'engloutissement du village.
- « La légende de la cloche d'or » : plusieurs versions d'une cloche pêchée, retournant au lac du fait de maladresses, et conduisant au malheur du pêcheur.

### Les Temps Modernes

#### La Révolution française
Le 2 novembre 1789, un décret met en place la confiscation des biens du clergé. le 18 novembre, la Nation décide de procéder à l'inventaire des biens meubles et immeubles appartenant aux églises et aux monastères. 
Du 13 au 19 février, l'Assemblée constituante décide l'abolition des vœux monastiques et la suppression des ordres et congrégations régulières autres que d'éducation publique et de charité.
En conséquence, la propriété et les biens de l'ensemble des établissements de l'Ordre seront dispersés et vendus comme biens nationaux. Les bâtiments du monastère, dès lors, laissés à l’abandon et sans surveillance seront totalement pillés. Le monastère ne s'en relèvera pas et les derniers bâtiments dont une partie du cloître seront repris dans le cadre d'une propriété privée.

## Personnalités liées à la chartreuse

### Liste des prieurs
- Don Aynard ( ~ 1208 )
- Dom Moulin ( ? - ? )

- N. Molin († 1638), originaire de Soissons, bénédictin avant d'entrer à la Grande Chartreuse où il fait profession, le 1er juin 1586, devient ensuite prieur de la Sylve et visiteur de la province de Bourgogne, puis prieur de Saint-Hugon et du Val Sainte-Marie, et enfin, procureur de la Grande Chartreuse[10].

### Personnalités historiques
- Terric, fils illégitime de l'empereur romain germanique Frédéric Barberousse[11] fut frère convers en 1168[12].

- La maison de Clermont-Tonnerre, famille locale, seigneurs de Clermont qui domine le Val de Paladru : de nombreux membres de cette illustre famille furent inhumés dans l'enceinte du monastère [13].

## Description
La chartreuse, fermée depuis plus de deux siècles, a été partiellement détruite et la partie conservée est aujourd'hui (en 2019) une propriété privée et ne se visite pas. La plupart des bâtiments subsistants dont le grand cloître et les cellules sont situés dans une enceinte close.
Cependant de nombreux plans anciens et modernes (dont un, affiché devant l'ancien réfectoire des pères) permettent de présenter l'emplacement des principaux bâtiments du monastère. Des documents historiques permettent également de décrire les différents bâtiments conventuels et les cellules des moines.

### La correrie (Maison Basse)
De cette maison basse tenue par les frères convers, il ne subsiste que la grange dimière.

#### La grange dîmière
La grange de la Courterie (ou Correrie) de la chartreuse est une grange dîmière de 1549, reconstruite en 1655 (selon la date indiquée sur le linteau de sa porte d'entrée). 
Les galets maçonnés que l'on peut découvrir en observant les murs de la grange sont le produit des moraines glaciaires et ont été prélevés sur la place par les constructeurs du bâtiment.
Sa dernière rénovation date de 1993. Elle fait l'objet d'une inscription partielle au titre des monuments historiques par arrêté du 9 juin 1987. Elle avait été construite par les moines chartreux du monastère voisin pour stocker l'impôt (dîme) constitué par des grains de céréales.
La grange de la Sylve-Bénite est la propriété de la Communauté d'Agglomération du Pays Voironnais. Depuis sa restauration, elle sert de cadre à des expositions et à diverses manifestations .
La Grange-étable de l'Espinasse sur la commune d'Entre-deux-Guiers constitue un autre exemple apparenté et géographiquement proche de grange cartusienne du XVIIe siècle.

## Postérité de la chartreuse de la Sylve-Bénite

### La Sylve-Bénite dans la littérature
- Annie Maas Le Fils chartreux de Barberousse, Éditions L'Harmattan, Paris, 2015, 266 pages.